# Rchid Debbabi
Rchid Debbabi (arabe : رشيد الدبابي), né en 1926 et décédé en 1980, est un footballeur tunisien.
Il évolue durant toute sa carrière au poste d'ailier gauche au sein du Club africain.

## Carrière
- 1935-1950 : Club africain (Tunisie)

## Palmarès
- Championnat de Tunisie (2) :
  - Champion : 1947, 1948
  - Vice-champion : 1949